# フラッシュ・ゴードン

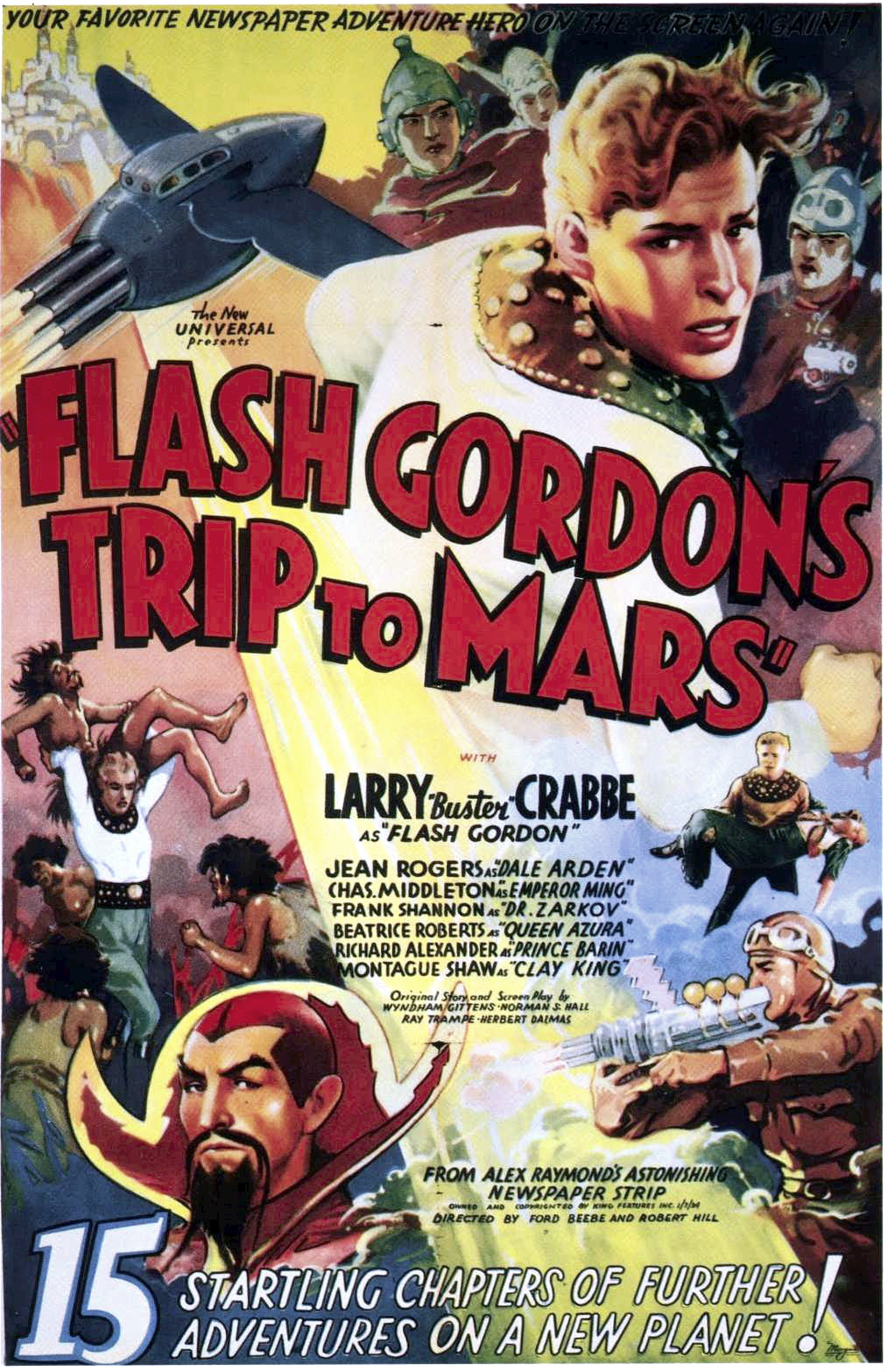
フラッシュ・ゴードンの火星旅行

『フラッシュ・ゴードン』(Flash Gordon) はアメリカのコミック・ストリップ（新聞連載漫画）であり、同名の主人公が活躍するスペースオペラである。
コミック・ブック版も発行され、1980年代にはリニューアルされたコミック・ブックも出ている。映画、ラジオドラマ、テレビドラマなども多数製作された。また、日本の新聞でも連載された。

## コミック・ストリップ
初出は1934年1月7日で日曜版の連載だった。作者は画家のアレックス・レイモンド、のちにドン・ムーアが物語作者として加わる。1940年には週日連載版も開始された。長期にわたる連載には多くの作家や画家がかかわっており、ハリー・ハリスンやフランク・フラゼッタもその中の一人である。
物語は冒険家フラッシュ・ゴードンと恋人のデイル・アーデンがザーコフ博士の発明したロケットで惑星モンゴに向かうところから始まる。モンゴは冷酷な皇帝ミンに支配されており、彼らは皇帝軍を敵にまわして戦う。
スペースオペラのコミック・ストリップとしては当時『バック・ロジャース』が人気だったが主流ではなかった。『フラッシュ・ゴードン』はアレックス・レイモンドの素晴らしいアートワークとあいまって人気を博し、のちのスペースオペラにも大きな影響を与えた。

## 映画

### バスター・クラブ主演

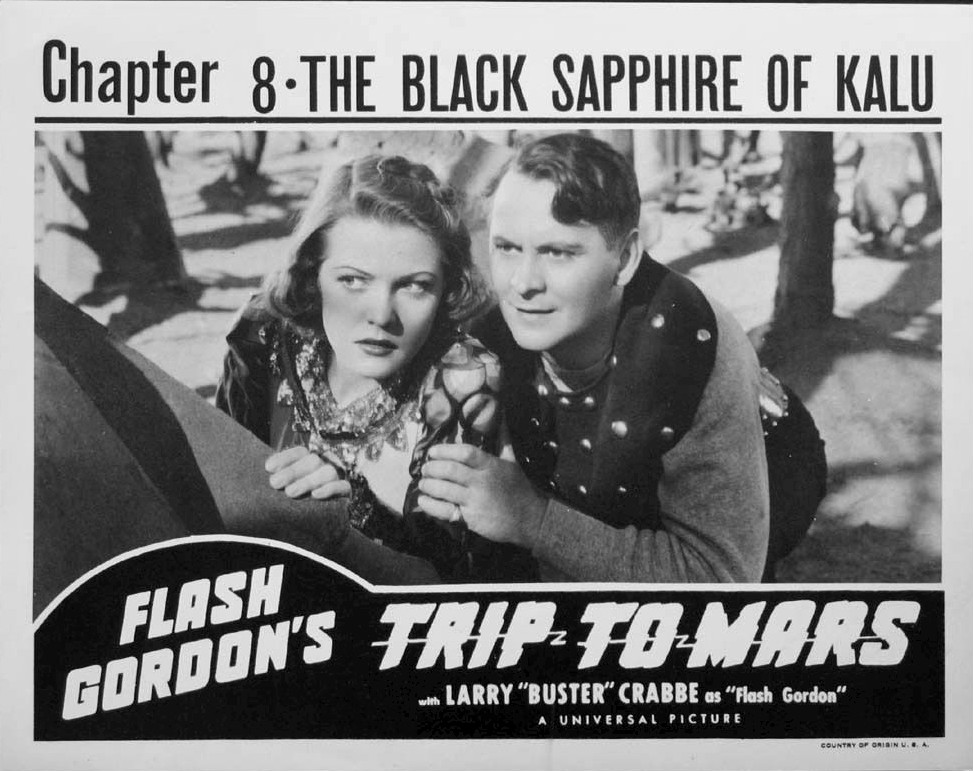
フラッシュ・ゴードンの火星旅行

1930年代にバスター・クラブ主演で連続活劇として映画化され人気を博し続編も作られた。これらはその後、編集版も作られくり返し上映された。製作はいずれもユニヴァーサル映画。
- フラッシュ・ゴードン (連続活劇)（英語版） (Flash Gordon) - 1936年製作、全13編
日本では『超人対火星人』のタイトルで公開され、後に『フラッシュ・ゴードン１ 宇宙帝国の反乱』と『フラッシュ・ゴードン2　謎の惑星モンゴ』の前後に分けた構成でVHSが販売された他、『フラッシュ・ゴードン ～スペース・ソルジャーズ』のタイトルでDVDが発売された。
- フラッシュ・ゴードンの火星旅行 (Flash Gordon's Trip to Mars) - 1938年製作、全15編、各30分[1]
日本では『火星地球を攻撃す』のタイトルで84分の短縮版が公開された[1]他、後に『フラッシュ・ゴードン３ 宇宙レーザー戦』のタイトルでVHSが発売された。
- 宇宙征服 (Flash Gordon Conquers the Universe) - 1940年製作、全12編

### フレッシュ・ゴードン
1974年には『フラッシュ・ゴードン』をパロディ化したポルノ映画『フレッシュ・ゴードン Space Wars』(Flesh Gordon) が米国で製作されて話題をよんだ。

### 1980年版
1980年に、ディノ・デ・ラウレンティスの製作により米ユニバーサルで映画化。主演はサム・ジョーンズ。デイル・アーデン役はメロディ・アンダーソン。ほかに、マックス・フォン・シドー（ミン皇帝）、トポル（ザーコフ博士）、ティモシー・ダルトン、オルネラ・ムーティなどが配役された。監督はマイク・ホッジス。
音楽は、クイーンが担当した。主題歌「フラッシュのテーマ」などを含むサウンドトラックアルバムは、イギリスでは1980年12月8日、日本では1981年1月25日に発売されている。

## エピソード
- ジョージ・ルーカスは『フラッシュ・ゴードン』の映画化を念願していたが、映画化権がおさえられていたので『スター・ウォーズ』が生み出された。
- 1930年代から1940年代のニューヨーク・ヤンキースの名二塁手であるジョー・ゴードン（後にクリーブランド・インディアンスに移籍）のニックネームである “Flash（フラッシュ）” は、この「フラッシュ・ゴードン」が由来となっている。
- 『週刊少年ジャンプ』でも創刊号から8号まで短期間連載されていた。ダン・バリー作画。